# 王家遗址
王家遗址，位于中国甘肃省康乐县，为一个省级文物保护单位，类型为古遗址。
王家遗址的历史年代为青铜时代。